# Uhuru Kenyatta
Uhuru Muigai Kenyatta  (Nairóbi 26 de outubro de 1961) é um político queniano, presidente do Quênia entre 2013, após vencer as eleições presidenciais, e 2022.
Uhuru é filho de Jomo Kenyatta, primeiro presidente do Quênia, e Ngina Kenyatta (n. Muhoho), também conhecida como Mama Ngina, sua quarta esposa.
A 28 de junho de 2022, foi agraciado com o grau de Grande-Colar da Ordem do Infante D. Henrique, de Portugal.